# Пирифой (сын Эпита)
Пирифой — сын царя Аркадии Эпита, брат Тлесенора. О данном мифологическом персонаже известно исключительно из одного фрагмента труда Гесиода «Каталог женщин». После смерти Эпита его владения перешли к царю Тегеи Алею. По всей видимости существовал местный миф, который до нашего времени не дошёл, относительно захвата наследия Эпита Алеем в ущерб Пирифою и Тлесенору.